# Klasse 206
Die U-Boote der Klasse 206, auch U 13-Klasse, sind eine deutsche U-Boot-Klasse, die für die Bundesmarine gebaut wurde. Die Boote wurden alle in den 1970er Jahren in Dienst gestellt. Sechs U-Boote wurden zwischen 1996 und 1998 außer Dienst gestellt. Zwölf wurden um 1990 zur U-Boot-Klasse 206 A umgebaut, zwischen 2004 und 2011 außer Dienst gestellt und durch die U-Boot-Klasse 212 A abgelöst. Zwei der Boote sind seit 2015 in der Kolumbianischen Marine im Dienst.

## Entwicklungsgeschichte

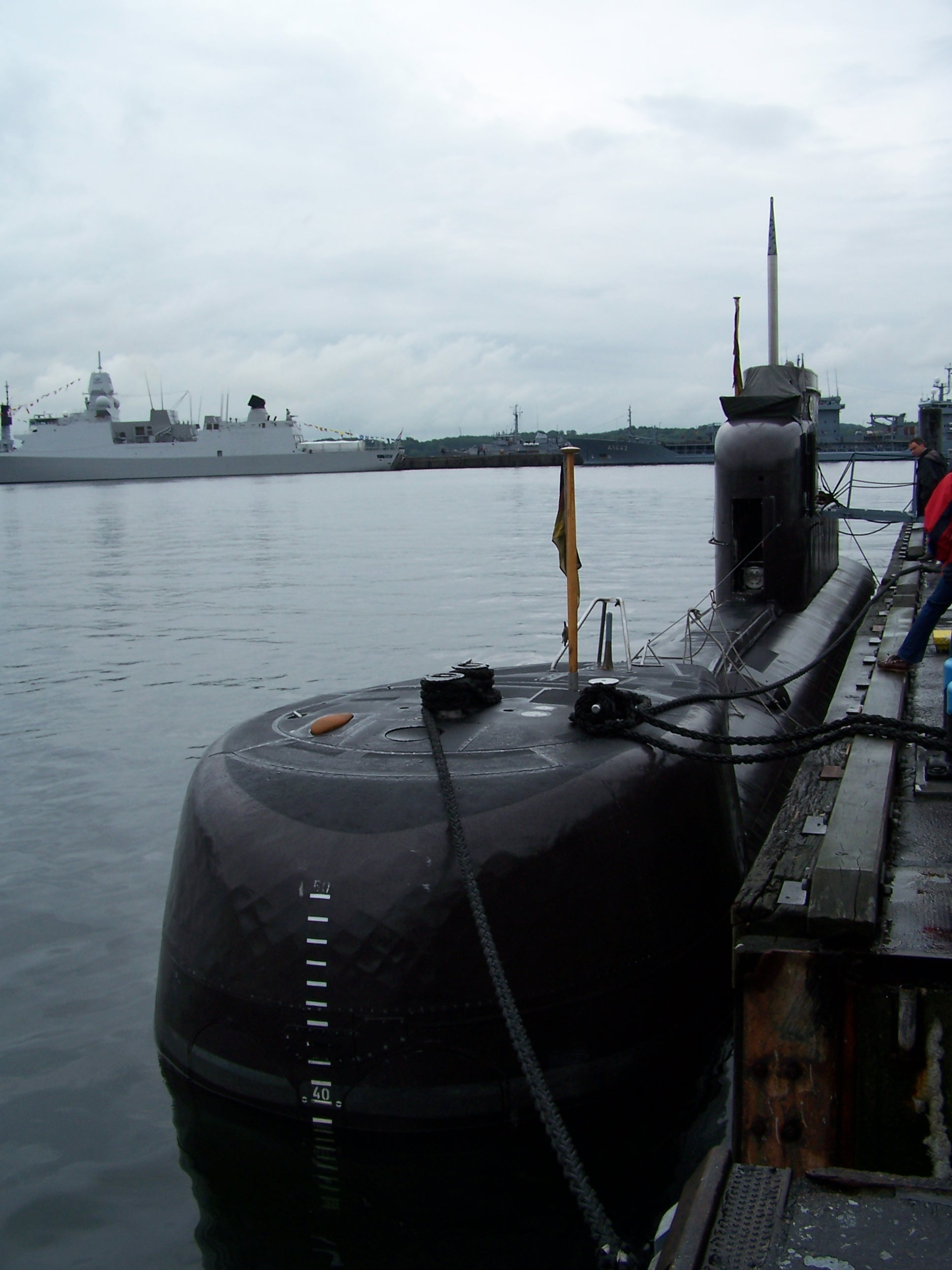
U 15 mit dem typischen Sonardom

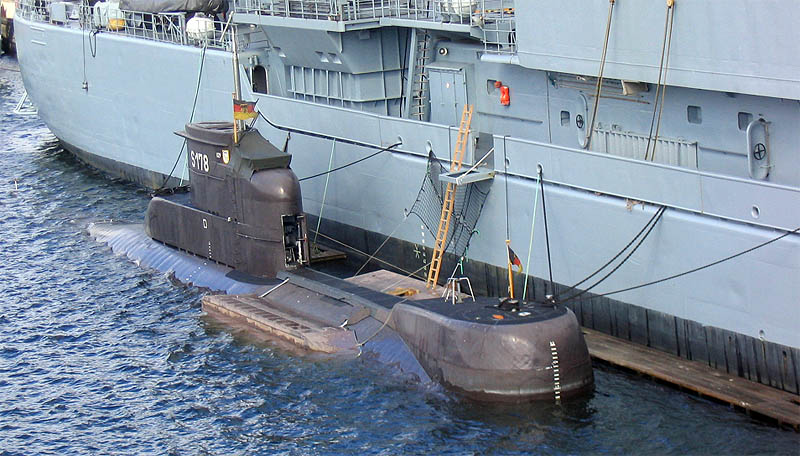
U 29 mit seitlichem Minengürtel

Gemäß den Pariser Verträgen von 1954 durfte Deutschland U-Boote bis zu einer Größe von 350 ts Standardverdrängung bauen. 1962 wurde diese Grenze auf 1.000 ts angehoben. Vor diesem Hintergrund begann 1962 die Entwicklung der Klasse 206 mit dem Ziel, gegenüber der Klasse 205 leistungsfähigere und verbesserte Boote zu bauen. Als wesentliche Verbesserung war gefordert, die Batterie noch einmal zu vergrößern und den Ballast zu reduzieren.
Verbessert wurde außerdem die Feuerleitanlage, die den Einsatz drahtgelenkter Torpedos ermöglichte. Um Seeminen mitführen zu können, ohne die Torpedobeladung zu reduzieren, wurden für die Boote Minengürtel gebaut, die die Mitnahme von 24 Minen außerhalb des Rumpfes ermöglichten. Die wesentlichen Baumerkmale der Klasse 205 wurden beibehalten, darunter die Anordnung der Bewaffnung, die Verwendung nichtmagnetisierbaren Stahls und die Ausführung als Einhüllenboot mit einer wasserdichten Abteilung. Das Sonar wurde gegenüber der Klasse 205 unter einem für die Klasse 206 typischen Sonardom auf dem Bug günstiger angeordnet.
Die Boote sind in erster Linie für die Verwendung im küstennahen Raum gebaut worden und sollten Überwasserschiffe, U-Boote und den Nachschubverkehr bekämpfen. Zum Schutz vor Minen und Entdeckung durch MAD-Sensoren diente die Bauweise aus nicht magnetisierbarem Stahl.
Mit dem Bau wurden nach einer Ausschreibung die Werften Howaldtswerke-Deutsche Werft (HDW) (8 Boote) und die Rheinstahl Nordseewerke GmbH (RNSW) (10 Boote) beauftragt.

## Verwendung und Einsatz
Die 18 Boote wurden dem 1. Ubootgeschwader (6 Boote) in Kiel und dem 3. Ubootgeschwader (1./3. UG) in Eckernförde (12 Boote) zugeteilt und bildeten den Kern der Ubootflottille der Bundesmarine. Im Februar 1998 wurden alle noch aktiven Boote im 1. UG in Eckernförde zusammengefasst.
Während des Kalten Krieges wurden die Boote vor allem in der Ostsee und den Ostseezugängen eingesetzt. Im Kriegsfall hätte ihre Hauptaufgabe in der Bekämpfung gegnerischer Landungsverbände bestanden. Darüber hinaus wurden Einsätze gegen gegnerische Überwasserkräfte im Nordflankenraum der NATO geplant, soweit es die Reichweite der Boote zuließ. Bei Übungen gegen große, gut geschützte Flottenverbände erwiesen sich die Boote als äußerst schwer ortbar, und es gelang ihnen sogar, in die Sicherung US-amerikanischer Flugzeugträgerverbände einzudringen. So gelang es U 24 während eines gemeinsamen Manövers in der Karibik, unbemerkt von den Sicherungsfahrzeugen an die Enterprise heranzukommen, erfolgreich einen simulierten Torpedofächer auf den Träger zu feuern und ihn durch das Periskop zu fotografieren.
Nachdem U 29 bereits 1979 eine Mittelmeerreise unternommen hatte und bei einem Übungsschießen vor Kreta den ehemaligen Zerstörer 1 versenkt hatte, fanden in den späteren Jahren mehrere Ausbildungsreisen von Booten der Klasse 206 in entferntere Seegebiete statt, um Erfahrungen für die nächste Generation von Booten zu gewinnen. So nahmen U 17 und U 26 im Frühjahr 1997 an Übungen der US-Navy in der Karibik und an der amerikanischen Ostküste in Begleitung des Versorgers Meersburg teil. Im Februar 1999 überquerten auch U 15 und U 25 den Atlantik und 2001 U 24 und U 28.
Seit den 1990er Jahren waren die Boote regelmäßig an Einsätzen und Übungen im Mittelmeer beteiligt. Dazu gehörte die Unterstützung der Operation Sharp Guard und die Teilnahme an der Operation Active Endeavour. Hinzu kamen einzelne Ausbildungsvorhaben auf der Westseite des Atlantiks, insbesondere in die Übungsgebiete der US Navy in der Karibik.

## Technische Daten
- Verweildauer unter Wasser: ca. 96 Stunden
- Ausrüstung
  - Ausfahrgeräte:
    - ELO/UM-Mast (Elektronische Kampfführung)
    - Sehrohr
    - Stabantenne
    - Schnorchel mit integriertem Navigationssehrohr

  - Waffenleitanlage SLW83 Krupp Atlas Elektronik
  - Ruder: Als vordere Tiefenruder dienen 2 ausfahrbare Flächen, die konvex bzw. konkav geformt sind und so bei Anströmung Auf- bzw. Abtrieb erzeugen, dies hat den Vorteil, dass diese Ruder bei Nulllage vollständig eingezogen werden können und so keine störenden Strömungsgeräusche verursachen. Das Seitenruder befindet sich im Gegensatz zu vielen U-Booten des Klasse 205 hinter dem Propeller in dessen Strömung, die hinteren Tiefenruder sind an einem Tiefenruderträger befestigt, der auch das untere Lager des Seitenruders aufnimmt.

## Einheiten

### Deutschland– Bundesmarine bzw. Deutsche Marine
Zwischen 1973 und 1975 wurden 18 Boote der Klasse 206 bei der Bundesmarine in Dienst gestellt. Sie waren, verteilt auf zwei Ubootgeschwader, in der Ostsee stationiert. Ein Teil der Boote wurde in den Jahren 1987 bis 1992 zur Klasse 206 A modifiziert. Hierbei erhielten die Boote ein moderneres Sonar sowie ein Führungs- und Waffeneinsatzsystem, eine verbesserte Fernmeldeeinrichtung und eine leistungsstärkere Navigationsanlage. Ebenso wurden die Lebens- und Arbeitsbedingungen an Bord verbessert. 1995–96 wurde eine weitere Umrüstung auf Torpedos des Typs DM 2 A3 vorgenommen. In den späten 1990er-Jahren, 1996 und 1998, begann die Außerdienststellung der Klasse beginnend mit den unmodifizierten Booten der Klasse 206. 2005–06 folgten die Boote U 28, U 26, U 29, und U 30  und 2008 U 22, welches verschrottet wurde, und U 25, welches ab Ende 2011 der wehrtechnischen Dienststelle 71 (WTD 71) zu Ansprengversuchen diente. Über die Außerdienststellung der letzten sechs U-Boote der Klasse 206 A in Diensten der Deutschen Marine wurde in der ersten Juni-Woche 2010 entschieden. Sie wurden mit sofortiger Wirkung aus der Fahrbereitschaft genommen (am 1. Juni 2010 stillgelegt) und im Marinestützpunkt Eckernförde aufgelegt. Für U 15 und U 17 erfolgte die Außerdienststellung im Dezember 2010, die restlichen vier Boote folgten im März 2011. Das Boot U 17 im Eigentum der Wehrtechnischen Studiensammlung Koblenz wird 2023 nach erfolgter Demilitarisierung als Dauerleihgabe an das Technik-Museum Sinsheim abgegeben. Es existieren auch noch die an Kolumbien abgegebenen Exemplare sowie das (der Klasse 206 ähnliche) israelische U-Boot Gal, das als Museum zu besichtigen ist.
| Kennung | Name | Version                | Bauwerft   | Kiellegung        | Stapellauf         | Indienststellung  | Einheit                           | Außerdienststellung | Verbleib |
| ------- | ---- | ---------------------- | ---------- | ----------------- | ------------------ | ----------------- | --------------------------------- | ------------------- | --- |
| S192    | U 13 | 206                    | HDW, Kiel  | 15. November 1969 | 29. September 1971 | 19. April 1973    | 3. Ubootgeschwader in Eckernförde | 26. März 1997       | Übergabe an Indonesien annulliert, abgewrackt |
| S193    | U 14 | 206                    | NSW, Emden | 1. März 1970      | 1. Februar 1972    | 19. April 1973    | 3. Ubootgeschwader in Eckernförde | 26. März 1997       | Übergabe an Indonesien annulliert, abgewrackt |
| S194    | U 15 | 206 206A ab 27.11.1989 | HDW, Kiel  | 1. Juni 1970      | 15. Juni 1972      | 17. Juli 1974     | 3. Ubootgeschwader in Eckernförde | 14. Dezember 2010   | Verkauf durch VEBEG zum 19.10.2022, Abwrackung nach Verkauf |
| S195    | U 16 | 206 206A ab 14.03.1988 | NSW, Emden | 1. November 1970  | 29. August 1972    | 9. November 1973  | 3. Ubootgeschwader in Eckernförde | 31. März 2011       | Verkauf durch VEBEG zum 19.10.2022, Abwrackung nach Verkauf |
| S196    | U 17 | 206 206A ab 18.09.1989 | HDW, Kiel  | 1. Oktober 1970   | 10. Oktober 1972   | 28. November 1973 | 3. Ubootgeschwader in Eckernförde | 14. Dezember 2010   | als Museumsschiff der Wehrtechnische Studiensammlung (WTS) als Dauerleihgabe im Technik-Museum Sinsheim (Überführung im Mai 2023 nach Speyer und im Juli 2024 nach Sinsheim) |
| S197    | U 18 | 206 206A ab 04.04.1990 | NSW, Emden | 1. April 1971     | 31. Oktober 1972   | 19. Dezember 1973 | 3. Ubootgeschwader in Eckernförde | 31. März 2011       | Verkauf durch VEBEG zum 19.10.2022, Abwrackung nach Verkauf |
| S198    | U 19 | 206                    | HDW, Kiel  | 5. Januar 1971    | 15. Dezember 1972  | 9. November 1973  | 1. Ubootgeschwader in Kiel        | 23. August 1998     | Übernahme durch Indonesien nicht erfolgt, abgewrackt |
| S199    | U 20 | 206                    | NSW, Emden | 3. September 1971 | 16. Januar 1973    | 24. Mai 1974      | 1. Ubootgeschwader in Kiel        | 26. September 1996  | Übernahme durch Indonesien nicht erfolgt, abgewrackt |
| S170    | U 21 | 206                    | HDW, Kiel  | 15. April 1971    | 9. März 1973       | 16. August 1974   | 1. Ubootgeschwader in Kiel        | 3. Juni 1998        | Übernahme durch Indonesien nicht erfolgt, Erhaltung als Museumsboot in Eckernförde gescheitert, abgewrackt                                                                   |
| S171    | U 22 | 206 206A ab 09.01.1989 | NSW, Emden | 18. November 1971 | 27. März 1973      | 26. Juli 1974     | 3. Ubootgeschwader in Eckernförde | 18. Dezember 2008   | abgewrackt in Aliağa |
| S172    | U 23 | 206 206A ab 10.08.1987 | NSW, Emden | 5. März 1973      | 25. Mai 1974       | 2. Mai 1975       | 3. Ubootgeschwader in Eckernförde | 31. März 2011       | an Kolumbien (Intrépido) |
| S173    | U 24 | 206 206A ab Mrz. 1991  | NSW, Emden | 20. März 1972     | 26. Juni 1973      | 16. Oktober 1974  | 3. Ubootgeschwader in Eckernförde | 31. März 2011       | an Kolumbien (Indomable) |
| S174    | U 25 | 206 206A ab 29.08.1988 | HDW, Kiel  | 1. Juli 1971      | 25. Mai 1973       | 14. Juni 1974     | 3. Ubootgeschwader in Eckernförde | 31. Januar 2008     | von der WTD 71 mit extern steuerbarer Hebe-/Senkvorrichtung gerüstet und 2011 für Ansprengversuche verwendet, am 18. Januar 2012 endgültig gehoben                           |
| S175    | U 26 | 206 206A ab 02.07.1990 | NSW, Emden | 14. Juli 1972     | 20. November 1973  | 13. März 1975     | 3. Ubootgeschwader in Eckernförde | 9. November 2005    | abgewrackt |
| S176    | U 27 | 206                    | HDW, Kiel  | 1. Oktober 1971   | 21. August 1973    | 16. Oktober 1974  | 1. Ubootgeschwader in Kiel        | 13. Juni 1996       | abgewrackt |
| S177    | U 28 | 206 206A ab 17.04.1989 | NSW, Emden | 4. Oktober 1972   | 22. Januar 1974    | 18. Dezember 1974 | 3. Ubootgeschwader in Eckernförde | 30. Juni 2004       | abgewrackt |
| S178    | U 29 | 206 206A ab 01.07.1987 | HDW, Kiel  | 10. Januar 1972   | 5. November 1973   | 27. November 1974 | 3. Ubootgeschwader in Eckernförde | 31. Dezember 2006   | abgewrackt in Aliağa |
| S179    | U 30 | 206 206A ab 30.05.1988 | NSW, Emden | 5. Dezember 1972  | 4. April 1974      | 13. März 1975     | 3. Ubootgeschwader in Eckernförde | 31. Januar 2007     | abgewrackt |

### Indonesien– Tentara Nasional Indonesia Angkatan Laut (TNI–AL)
Die indonesische Marine plante in den Jahren 1997/1998 die Übernahme von fünf gebrauchten Einheiten der Klasse 206 von der Deutschen Marine, die nicht auf den Standard 206 A modernisiert, jedoch tropentauglich gemacht werden sollten. Die Übergabe kam letztendlich nicht zustande, obwohl bereits Namen und taktische Nummern vergeben wurden und zumindest auf Nagabanda (ex-U 14) auch die Umzeichnung am Turm und das Setzen der indonesischen Flagge erfolgte.
| Kennung | Name          | Vormals      | Indienststellung | Einheit | Außerdienststellung | Verbleib                                                                   |
| ------- | ------------- | ------------ | ---------------- | ------- | ------------------- | -------------------------------------------------------------------------- |
| 403     | Nagarangsang  | U 13 (S192), | ?                | –       | ?                   | Übergabe annulliert, verschrottet                                          |
| 404     | Nangabanda    | U 14 (S193), | ?                | –       | ?                   | Übergabe annulliert, verschrottet                                          |
| 405     | Bramastra     | U 19 (S198), | nicht erfolgt    | –       | –                   | Übergabe nicht erfolgt, verschrottet                                       |
| 406     | KRI Cundamani | U 21 (S170), | nicht erfolgt    | –       | –                   | Übergabe nicht erfolgt, verschrottet                                       |
| 407     | Alugoro       | U 20 (S199), | nicht erfolgt    | –       | –                   | nur Materialreserve/Ersatzteilspender Übergabe nicht erfolgt, verschrottet |

### Thailand– Königliche Marine
Die Königlich Thailändische Marine gab im März 2011 ihre Absicht bekannt, sechs gebrauchte Boote für etwa 180 Millionen Euro zu erwerben. Das Kabinett des Landes legte das Vorhaben jedoch zunächst im Mai 2011 auf Eis. Somit kam es zu keiner Übernahme von U-Boote der Klasse 206 A durch Thailand.

### Kolumbien– Armada Nacional de Colombia
Kolumbien gab im Frühjahr 2012 die Absicht bekannt, für seine Armada Nacional de Colombia im Rahmen des strategischen Marineplans 2011–2014 zwei Boote inklusive Bewaffnung (Seehecht-Torpedos) sowie eines Schulungs- und Wartungspakets zu übernehmen. Die Kühlanlagen für Antrieb und Kabine werden für den Einsatz in den tropischen Gewässern der Karibik voraussichtlich optimiert. Die kolumbianische Marine übernahm dann am 27. August 2012 im Marinearsenal Kiel zwei gebrauchte Boote der Klasse 206 A von der Deutschen Marine, welche am folgenden Tag in Dienst gestellt wurden. Zwei weitere Boote werden als Ersatzteilspender bereitgehalten. Diese vier Boote sind die letzten erhaltenen Exemplare der Klasse. Die ersten beiden U-Boote dieses Typs wurden zuletzt nach gemeinsamer Schulung in der Ostsee nach Südamerika verschifft. Sie wurden am 5. Dezember 2015 in den aktiven Dienst der kolumbianischen Marine übernommen. Die kolumbianische Marine beabsichtigt, die Boote zur Sicherung von Erdölgebieten an der kolumbianischen Karibikküste und zur Bekämpfung von Kokainschmugglern einzusetzen.
| Kennung | Name      | Vormals | Indienststellung | Einheit                              | Außerdienststellung | Verbleib                |
| ------- | --------- | ------- | ---------------- | ------------------------------------ | ------------------- | ----------------------- |
| ?       | Intrépido | U 23,   | 28. August 2012  | Fuerza Naval del Caribe in Cartagena | –                   | Kolumbien               |
| ?       | Indomable | U 24,   | 28. August 2012  | Fuerza Naval del Caribe in Cartagena | –                   | Kolumbien               |
| –       | –         | U 16,   | –                | –                                    | –                   | Kiel, Ersatzteilspender |
| –       | –         | U 18,   | –                | –                                    | –                   | Kiel, Ersatzteilspender |

### Israel– Israelische Marine

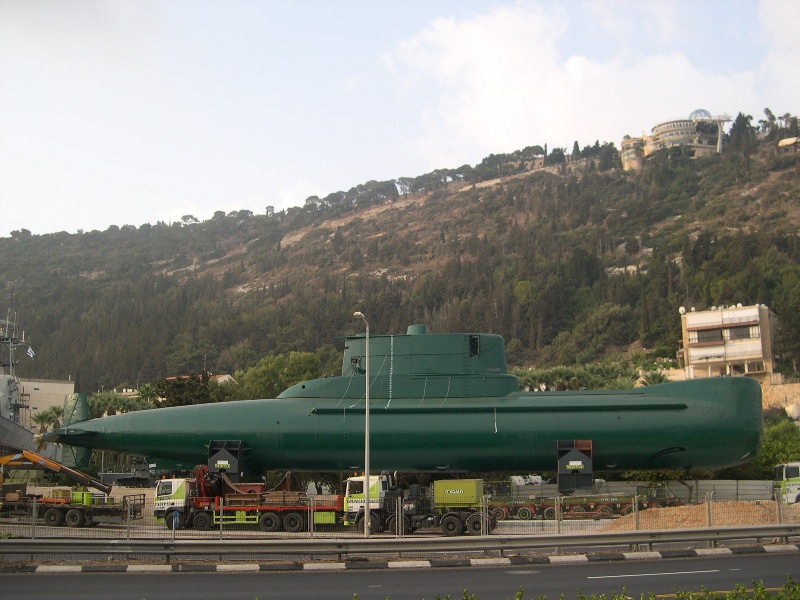
Die Gal im Marinemuseum in Haifa

Israel ließ Anfang der 1970er-Jahre für seine Marine drei U-Boote der Gal-Klasse in Großbritannien bauen, die auf der Klasse 206 basiert, aber nicht dazugehört. Die Boote der Gal-Klasse unterscheiden sich äußerlich von der Klasse 206 durch eine abgeänderte Ruderanlage und Turmform sowie durch ein später entlang des Rumpfes angebrachtes Flankarray-Sonar. Alle Boote sind inzwischen außer Dienst gestellt. Das Typ-Boot ist als Museum in Haifa zu besichtigen.